# Cloudbook
El  Cloudbook es un netbook desarrollada por Everex. Está basado en el prototipo VIA NanoBook y viene con el sistema operativo de código abierto gOS. Compite con el  ASUS Eee PC, el OLPC XO-1 y el Classmate PC.

## Historia
Las ventas del rentable ordenador de sobremesa Everex gPC TC2502 aportaron además consultas de clientes que buscan equipos similares Open Source, pero en plataformas móviles. Everex decidió construir dos sistemas, un ordenador portátil clásico, también con gOS como sistema operativo, el Everex gBook, y un sistema basado en el diseño de referencia VIA NanoBook, que también se utiliza en el Packard Bell EasyNote XS. Su lanzamiento estaba previsto inicialmente para el 25 de enero de 2008, pero Everex retrasó el lanzamiento citando problemas con la versión de gOS que quería usar. La demora era necesaria porque Everex quería reescribir  gOS v2 para el CloudBook para usar el gestor de ventanas GNOME en lugar de Enlightenment 17, haciéndolo más compatible con Ubuntu. El Dock de E17 fue reemplazado por el Avant Window Navigator para mantener el mismo aspecto y funcionalidad que las versiones anteriores de gOS.
Se esperaba lanzarlo a la venta en los Estados Unidos de América el 15 de febrero de 2008 en Wal-Mart y ZaReason, pero se retrasó al 21 de febrero por Wal-Mart (ZaReason recibió una parte de su envío). El precio del dispositivo se establece en 399 dólares y viene con un año de garantía limitada y soporte técnico 24/7 mediante llamada telefónica gratuita.
Hubo planes para una segunda versión mejorada, el Cloudbook MAX que se esperaba apareciera en 2009, con una CPU a 1.6 GHz, disco duro de 80 GB, touchpad y WiMAX. Sin embargo el cierre de operaciones de la compañía en Estados Unidos impidió el lanzamiento.

## Especificaciones
- CPU VIA C7-M ULV (Ultra Low Voltage) a 1,2 GHz. En pruebas de rendimiento, reporta 612 PCMarks (con PCMark05)
- Chipset: VIA VX700 System Media Processor (integra el Northbridge y el Southbridge)
- Pantalla TFT de 7 pulgadas panorámica con una resolución WVGA de 800 x 480. Soporta monitor interno, externo, dual y TV
- Gráficos: 3D/2D S3 Graphics UniChrome Pro II IGP integrado en el chipset con VRAM compartida de hasta 64 MB
- Memoria RAM: un SO-DIMM DDR2 de 512 MB ampliable hasta 1 GB
- Carcasa: en color negro, de 23 × 17 × 3 cm (9,06 x 6,73 x 1,16 pulgadas) y un peso de 0,91 kilogramos. En el lateral izquierdo puerto DVI y lector multitarjeta. En el derecho, 2 conectores minijack de auriculares estéreo y micrófono, dos puertos USB 2.0, puerto RJ-45 Ethernet, conector de la fuente de alimentación externa. Sobre el teclado de 80 teclas, a la izquierda dos botones de ratón, en el centro 3 leds (red, disco duro y teclado) pulsador de Power con led incorporado y led Wi-Fi y a la derecha touchpad. En la parte abatible, pantalla de 7 pulgadas y a su derecha webcam integrada de 0,3 megapíxels.
- Teclado: QWERTY de 80 teclas. Tecla Fn de acceso a varias funciones serigrafiadas, entre ellas la activación del keypad integrado. Una tecla con el logo de Everex en lugar del de Windows con idéntica funcionalidad.
- Disco duro de 30 GB y 3600 rpm, con un ratio de transferencia de 18.3 MB/s y 4 milisegundos de tiempo de acceso.[9]
- Tarjeta de sonido: VIA Vinyl VT1708A HD Audio codec; 2 altavoces integrados. 2 conectores minijack de auriculares estéreo y micrófono.
- Webcam de 0,3 megapíxel (640×480)
- Redes
  - Ethernet: Realtek RTL8100CL 10/100 Mbit/s
  - Wi-Fi: Realtek RTL8187 802.11b/g
- Entrada/Salida ::
  - Lector de tarjetas 4-en-1 (Secure Digital, Multi Media Card, Memory Stick, Memory Stick PRO)
  - 1 puerto DVI
  - 2 puertos USB 2.0
  - 1 puerto RJ-45 Ethernet
  - Conectores de Audio:
    - 1 minijack de entrada de micrófono
    - 1 minijack de auriculares (line out)
- Batería de iones de litio de 4 celdas 14.4V, 2200 mAh
- Dimensiones: 23 × 17 × 3 cm (9,06 x 6,73 x 1,16 pulgadas)
- Peso: 910 gramos
- Sistema operativo: gOS V2 Rocket

## Críticas recibidas
El Everex Cloudbook tiene los dos botones de mouse localizados sobre el teclado en la esquina superior izquierda, mientras que un touchpad del tamaño de un sello de correos se sitúa en la derecha. Este diseño, pensado para facilitar el escribir con una mano y controlar con la otra, o controlar el cursor de ratón con ambas manos (un pulgar en cada), operando incluso de pie o andando. Este diseño, bueno sobre el papel, recibe numerosas críticas por la dificultad de controlar en un área tan diminuta la pantalla. El dispositivo además se vende como un UMPC cuando carece de una pantalla táctil. 
En pruebas de estrés, el equipo se sobrecalentaba en determinadas zonas, llegando a colgar la tarjeta Wi-Fi, quedando como único recurso apagar el equipo y esperar a que se enfríe para recuperar su operatividad. El ventilador de la CPU se reporta como demasiado ruidoso para un equipo de su categoría. Intentar usar una tarjeta SDHC como almacenamiento alternativo de menor consumo es arriesgado, pues a diferencia de sus competidores, la tarjeta queda sobresaliendo del equipo, con riesgo de extracción accidental.
El apartado gráfico lleva la peor parte, pues el VIA Unicrome ofrece un rendimiento incluso peor que los gráficos integrados de Intel. Conectando mediante el puerto DVI un monitor externo, escala la resolución interna de 800 x 480 a 1000 x 600 en lugar de operar en resolución nativa, lo que trae pérdida de detalles. En gOS, la resolución no está optimizada por lo que algunos cuadros de diálogo que aparecen al arrancar no pueden leerse correctamente. Esto es algo salvable usando la tecla Alt para mover la pantalla como en cualquier Linux, pero ni es algo de conocimiento del usuario común ni al parecer de todo el personal de soporte, que tras 15 minutos de demora ofreció por toda solución al redactor de notebookreview.com un equipo de sustitución. Por último en gOS conectando un DVI se produce un error que deja la pantalla interna en 640 x 480, quedando como única solución arrancar otro sistema operativo que restablezca los valores.

## Software
El CloudBook viene con el sistema operativo gOS version V2 "Rocket" (con GNOME como gestor de ventanas) y aplicaciones de software como Mozilla, Skype, Facebook, faqly, OpenOffice.org y las más populares aplicaciones de Google. El software se caracteriza por su fácil uso, su interfaz amigable y las herramientas de navegación. La Cloudbook se aprovecha de la comunidad de software libre y de código abierto para la optimización del rendimiento del portátil y al mismo tiempo reduce los costos del producto.
Aunque el sistema operativo preinstalado es gOS, Everex ha publicado drivers para Windows XP, facilitando instalar Windows XP. Sin embargo, Everex advierte que el software aparte del gOS original no está cubierto por la garantía (aunque la garantía del hardware no se verá afectada).

## Ampliaciones
Como suele suceder con equipos con pocas alternativas, los usuarios van más allá del soporte oficial, doblando la memoria, sustituyendo el disco interno por SSD o tarjetas de memoria, incorporando GPS o Bluetooth, mejorando la Wi-Fi e incluso ampliando la pantalla.